# Mohamed Abdel Fatah
Mohamed Abdel Fatah (arab. محمد عبد الفتاح; ur. w 1949) – sudański piłkarz grający na pozycji bramkarza, olimpijczyk. 
28 sierpnia 1972 zagrał w pierwszym spotkaniu olimpijskim, w którym rywalem byli piłkarze Meksyku. Jego reprezentacja przegrała 0–1. Wystąpił również w dwu kolejnych spotkaniach: w przegranym 1–2 meczu ze Związkiem Radzieckim, oraz w ostatniej potyczce grupowej z drużyną Birmy, również przegranej (0–2). Sudańczycy odpadli z turnieju po fazie grupowej.
Pojawił się również w obu spotkaniach eliminacyjnych do mistrzostw świata w 1974 roku.